# Parimburan
Parimburan is een bestuurslaag in het regentschap Labuhan Batu Selatan van de provincie Noord-Sumatra, Indonesië. Parimburan telt 3850 inwoners (volkstelling 2010).